# Férfi strandröplabdatorna a 2016. évi nyári olimpiai játékokon
A 2016. évi nyári olimpiai játékokon a férfi strandröplabdatornát augusztus 6. és 18. között rendezték. A tornán 24 páros vett részt.

## Résztvevők
A részt vevő 24 párost több szempont szerint választották ki és állították sorrendbe:
- Az első 17 páros lett a 2016. június 13-i olimpiai rangsor első 15 helyezett párosa, a 2015-ös strandröplapba-világbajnokságon kvalifikációt szerző páros és az olimpiarendező Brazília egy párosa. Az olimpiarendező Brazília legjobb párosa került az első helyre, mivel az olimpiai rangsorban az első hat páros között szerepelt. Az olimpiarendező Brazília második legjobb párosa az olimpiai rangsornak megfelelő helyen maradt.
- A 18–22. páros közé az öt kontinenskupa győztese került.
- A 23. és 24. páros az olimpiai kvalifikációs világkupa két legjobb eredményt elért párosa lett.[3]

| Sorsolás                    | Hely.  | Csapat                                                                      | Nemzet                 | Kvalifikáció                              |
| --------------------------- | ------ | --------------------------------------------------------------------------- | ---------------------- | ----------------------------------------- |
| 1–6. kiemelt                | 1.     | Alison Cerutti – Bruno Oscar Schmidt                                        | Brazília (BRA)         | 2015-ös világbajnok                       |
| 1–6. kiemelt                | 2.     | Alexander Brouwer – Robert Meeuwsen                                         | Hollandia (NED)        | olimpiai rangsor 1. helyezett             |
| 1–6. kiemelt                | 3.     | Phil Dalhausser – Nick Lucena                                               | Egyesült Államok (USA) | olimpiai rangsor 2. helyezett             |
| 1–6. kiemelt                | 4.     | Evandro Oliveira – Pedro Solberg Salgado                                    | Brazília (BRA)         | rendező                                   |
| 1–6. kiemelt                | 5.     | Reinder Nummerdor – Christiaan Varenhorst                                   | Hollandia (NED)        | olimpiai rangsor 3. helyezett             |
| 1–6. kiemelt                | 6.     | Jake Gibb – Casey Patterson                                                 | Egyesült Államok (USA) | olimpiai rangsor 4. helyezett             |
| 1. kalap (7–9. kiemelt)     | 7.     | Adrián Gavira – Pablo Herrera                                               | Spanyolország (ESP)    | olimpiai rangsor 5. helyezett             |
| 1. kalap (7–9. kiemelt)     | 8.     | Aleksandrs Samoilovs – Jānis Šmēdiņš                                        | Lettország (LAT)       | olimpiai rangsor 6. helyezett             |
| 1. kalap (7–9. kiemelt)     | 9.     | Vjacseszlav Boriszovics Kraszilnyikov – Konsztantyin Szergejevics Szemjonov | Oroszország (RUS)      | olimpiai rangsor 7. helyezett             |
| 2. kalap (10–12. kiemelt)   | 10     | Daniele Lupo – Paolo Nicolai                                                | Olaszország (ITA)      | olimpiai rangsor 8. helyezett             |
| 2. kalap (10–12. kiemelt)   | 11.    | Piotr Kantor – Bartosz Łosiak                                               | Lengyelország (POL)    | olimpiai rangsor 9. helyezett             |
| 2. kalap (10–12. kiemelt)   | 12.    | Adrian Carambula – Alex Ranghieri                                           | Olaszország (ITA)      | olimpiai rangsor 10. helyezett            |
| 3. kalap (13–17. kiemelt)   | 13.    | Clemens Doppler – Alexander Horst                                           | Ausztria (AUT)         | olimpiai rangsor 11. helyezett            |
| 3. kalap (13–17. kiemelt)   | 14.    | Grzegorz Fijałek – Mariusz Prudel                                           | Lengyelország (POL)    | olimpiai rangsor 12. helyezett            |
| 3. kalap (13–17. kiemelt)   | 15.    | Markus Böckermann – Lars Flüggen                                            | Németország (GER)      | olimpiai rangsor 13. helyezett            |
| 3. kalap (13–17. kiemelt)   | 16.    | Ben Saxton – Chaim Schalk                                                   | Kanada (CAN)           | olimpiai rangsor 14. helyezett            |
| 3. kalap (13–17. kiemelt)   | 17.    | Lombardo Ontiveros – Juan Virgen                                            | Mexikó (MEX)           | olimpiai rangsor 15. helyezett            |
| 4–5. kalap (18–22. kiemelt) | 18–22. | Cherif Younousse – Jefferson Pereira                                        | Katar (QAT)            | ázsiai kontinenskupa győztese             |
| 4–5. kalap (18–22. kiemelt) | 18–22. | Choaib Belhaj Salah – Mohamed Arafet Naceur                                 | Tunézia (TUN)          | afrikai kontinenskupa győztese            |
| 4–5. kalap (18–22. kiemelt) | 18–22. | Alexander Huber – Robin Seidl                                               | Ausztria (AUT)         | európai kontinenskupa győztese            |
| 4–5. kalap (18–22. kiemelt) | 18–22. | Esteban Grimalt – Marco Grimalt                                             | Chile (CHI)            | dél-amerikai kontinenskupa győztese       |
| 4–5. kalap (18–22. kiemelt) | 18–22. | Nivaldo Díaz – Sergio González                                              | Kuba (CUB)             | észak-amerikai kontinenskupa győztese     |
| 6. kalap (23–24. kiemelt)   | 23–24. | Josh Binstock – Sam Schachter                                               | Kanada (CAN)           | olimpiai kvalifikációs világkupa győztese |
| 6. kalap (23–24. kiemelt)   | 23–24. | Dmitrij Nyikolajevics Barszuk – Nyikita Andrejevics Ljamin                  | Oroszország (RUS)      | olimpiai kvalifikációs világkupa győztese |

A 24 párost az alábbi 6 darab 4 csapatos csoportba osztották szét az alábbiak szerint:
- 1–6. kiemelt: az első 6 párost egyenként egy-egy csoportba osztották úgy, hogy az első helyen rangsorolt páros került az A csoportba, a második helyen rangsorolt került a B csoportba, és így tovább.
- 1. kalap (7–9. kiemelt): a 7., 8. és 9. helyen álló párosokat sorsolással osztották szét úgy, hogy először az F csoportba, aztán az E csoportba sorsoltak egy-egy párost, végül a megmaradt harmadik került a D csoportba.
- 2. kalap, (10–12. kiemelt): a 10., 11. és 12. helyen álló párosokat sorsolással osztották szét úgy, hogy először a C csoportba, aztán a B csoportba sorsoltak egy-egy párost, végül a megmaradt harmadik került az A csoportba.
- 3. kalap, (13–17. kiemelt): a 13., 14., 15., 16. és 17. helyen álló párosokat sorsolással osztották szét úgy, hogy először az A csoportba, aztán a B, majd a C, a D csoportba sorsoltak egy-egy párost, végül a megmaradt ötödik páros került az E csoportba).
- 4–5. kalap, (18–22. kiemelt): a negyedik sorsolásnál az öt kontinenskupa-győztes páros közül sorsoltak ki egyet az F csoportba. Az ötödik sorsolásnál a maradék négy kontinenskupa-győztes párost osztották szét úgy, hogy először az F csoportba, aztán az E csoportba, majd a D csoportba sorsoltak egy-egy párost, végül a megmaradt negyedik kontinenskupa-győztes páros került a C csoportba.
- 6. kalap, (23–24. kiemelt): az olimpiai kvalifikációs világkupán kvalifikációt szerzett párosokat sorsolással osztották szét úgy, hogy először a B csoportba sorsoltak egy párost, a megmaradt páros pedig az A csoportba került.

| A csoport                    |
| ---------------------------- |
| Alison – Bruno Schmidt (BRA) |
| Carambula – Ranghieri (ITA)  |
| Doppler – Horst (AUT)        |
| Binstock – Schachter (CAN)   |

| D csoport                     |
| ----------------------------- |
| Evandro – Pedro Solberg (BRA) |
| Samoilovs – Šmēdiņš (LAT)     |
| Saxton – Schalk (CAN)         |
| Díaz – González (CUB)         |

| B csoport                  |
| -------------------------- |
| Brouwer – Meeuwsen (NED)   |
| Kantor – Łosiak (POL)      |
| Böckermann – Flüggen (GER) |
| Barszuk – Ljamin (RUS)     |

| E csoport                       |
| ------------------------------- |
| Nummerdor – Varenhorst (NED)    |
| Kraszilnyikov – Szemjonov (RUS) |
| Fijałek – Prudel (POL)          |
| E. Grimalt – M. Grimalt (CHI)   |

| C csoport                 |
| ------------------------- |
| Dalhausser – Lucena (USA) |
| Lupo – Nicolai (ITA)      |
| Ontiveros – Virgen (MEX)  |
| Belhaj – Naceur (TUN)     |

| F csoport                |
| ------------------------ |
| Gibb – Patterson (USA)   |
| Gavira – Herrera (ESP)   |
| Huber – Seidl (AUT)      |
| Cherif – Jefferson (QAT) |

## Lebonyolítás
Körmérkőzések döntötték el a hat csoport végeredményét. Minden csoportból az első két helyezett és a harmadik helyezettek közül a két legjobb jutott tovább a nyolcaddöntőbe. A másik négy harmadik helyezettnek még egy mérkőzést kellett játszania a nyolcaddöntőbe jutásért, a két győztes jutott tovább. A nyolcaddöntőtől egyenes kieséses rendszerben folytatódott a torna.

## Csoportkör
| Színmagyarázat                                                                                     |
| -------------------------------------------------------------------------------------------------- |
| A csoportok első két helyezettje, és a két legjobb harmadik helyezettje bejutott a nyolcaddöntőbe. |
| A csoportok másik négy harmadik helyezettje még egy mérkőzést játszott a nyolcaddöntőbe jutásért.  |

### A csoport
|       |                              | Mérkőzések | Mérkőzések | Mérkőzések | Mérkőzések | Szettek | Szettek | Szettek | Pontok | Pontok | Pontok |
| Hely. | Csapat                       | M          | Gy         | V          | Pont       | Sz+     | Sz–     | SzA     | P+     | P–     | PA     |
| ----- | ---------------------------- | ---------- | ---------- | ---------- | ---------- | ------- | ------- | ------- | ------ | ------ | ------ |
| 1.    | Carambula – Ranghieri (ITA)  | 3          | 2          | 1          | 5          | 4       | 3       | 1,333   | 127    | 119    | 1,067  |
| 2.    | Alison – Bruno Schmidt (BRA) | 3          | 2          | 1          | 5          | 5       | 2       | 2,500   | 140    | 128    | 1,094  |
| 3.    | Doppler – Horst (AUT)        | 3          | 2          | 1          | 5          | 4       | 4       | 1,000   | 133    | 145    | 0,917  |
| 4.    | Binstock – Schachter (CAN)   | 3          | 0          | 3          | 3          | 2       | 6       | 0,333   | 137    | 145    | 0,945  |

| 2016. augusztus 6. 10:00 (15:00) | Carambula – Ranghieri (ITA) | 2–0 | Doppler – Horst (AUT) | Arena Copacabana, Rio de Janeiro Játékvezető: Mário Ferro (BRA), Osvaldo Sumavil (ARG) |
| 2016. augusztus 6. 10:00 (15:00) | (21–14, 21–13) Jegyzőkönyv  |     |                       | Arena Copacabana, Rio de Janeiro Játékvezető: Mário Ferro (BRA), Osvaldo Sumavil (ARG) |

| 2016. augusztus 6. 11:00 (16:00) | Alison – Bruno Schmidt (BRA) | 2–0 | Binstock – Schachter (CAN) | Arena Copacabana, Rio de Janeiro Játékvezető: Roman Pristovakin (RUS), Wang Lijun (CHN) |
| 2016. augusztus 6. 11:00 (16:00) | (21–19, 22–20) Jegyzőkönyv   |     |                            | Arena Copacabana, Rio de Janeiro Játékvezető: Roman Pristovakin (RUS), Wang Lijun (CHN) |

| 2016. augusztus 8. 15:30 (20:30) | Alison – Bruno Schmidt (BRA)      | 1–2 | Doppler – Horst (AUT) | Arena Copacabana, Rio de Janeiro Játékvezető: Daniel Apol (USA), Kritsada Panaseri (THA) |
| 2016. augusztus 8. 15:30 (20:30) | (21–23, 21–16, 13–15) Jegyzőkönyv |     |                       | Arena Copacabana, Rio de Janeiro Játékvezető: Daniel Apol (USA), Kritsada Panaseri (THA) |

| 2016. augusztus 8. 21:00 (2:00) | Carambula – Ranghieri (ITA)       | 2–1 | Binstock – Schachter (CAN) | Arena Copacabana, Rio de Janeiro Játékvezető: Osvaldo Sumavil (ARG), Jonas Personeni (SUI) |
| 2016. augusztus 8. 21:00 (2:00) | (21–18, 14–21, 15–11) Jegyzőkönyv |     |                            | Arena Copacabana, Rio de Janeiro Játékvezető: Osvaldo Sumavil (ARG), Jonas Personeni (SUI) |

| 2016. augusztus 10. 10:00 (15:00) | Alison – Bruno Schmidt (BRA) | 2–0 | Carambula – Ranghieri (ITA) | Arena Copacabana, Rio de Janeiro Játékvezető: José Padron (ESP), Carlos Rodríguez (PUR) |
| 2016. augusztus 10. 10:00 (15:00) | (21–19, 21–16) Jegyzőkönyv   |     |                             | Arena Copacabana, Rio de Janeiro Játékvezető: José Padron (ESP), Carlos Rodríguez (PUR) |

| 2016. augusztus 10. 24:00 (5:00) | Doppler – Horst (AUT)            | 2–1 | Binstock – Schachter (CAN) | Arena Copacabana, Rio de Janeiro Játékvezető: Jonas Personeni (SUI), Giovanni Bake (RSA) |
| 2016. augusztus 10. 24:00 (5:00) | (21–19, 16–21, 15–8) Jegyzőkönyv |     |                            | Arena Copacabana, Rio de Janeiro Játékvezető: Jonas Personeni (SUI), Giovanni Bake (RSA) |

### B csoport
|       |                            | Mérkőzések | Mérkőzések | Mérkőzések | Mérkőzések | Szettek | Szettek | Szettek | Pontok | Pontok | Pontok |
| Hely. | Csapat                     | M          | Gy         | V          | Pont       | Sz+     | Sz–     | SzA     | P+     | P–     | PA     |
| ----- | -------------------------- | ---------- | ---------- | ---------- | ---------- | ------- | ------- | ------- | ------ | ------ | ------ |
| 1.    | Brouwer – Meeuwsen (NED)   | 3          | 3          | 0          | 6          | 6       | 1       | 6,000   | 138    | 121    | 1,140  |
| 2.    | Barszuk – Ljamin (RUS)     | 3          | 2          | 1          | 5          | 4       | 2       | 2,000   | 113    | 194    | 0,582  |
| 3.    | Kantor – Łosiak (POL)      | 3          | 1          | 2          | 4          | 2       | 4       | 0,500   | 113    | 116    | 0,974  |
| 4.    | Böckermann – Flüggen (GER) | 3          | 0          | 3          | 3          | 1       | 6       | 0,167   | 117    | 140    | 0,836  |

| 2016. augusztus 6. 17:30 (22:30) | Brouwer – Meeuwsen (NED)   | 2–0 | Barszuk – Ljamin (RUS) | Arena Copacabana, Rio de Janeiro Játékvezető: Juan Saavedra (COL), Daniel Apol (USA) |
| 2016. augusztus 6. 17:30 (22:30) | (21–15, 21–14) Jegyzőkönyv |     |                        | Arena Copacabana, Rio de Janeiro Játékvezető: Juan Saavedra (COL), Daniel Apol (USA) |

| 2016. augusztus 6. 21:00 (2:00) | Kantor – Łosiak (POL)      | 2–0 | Böckermann – Flüggen (GER) | Arena Copacabana, Rio de Janeiro Játékvezető: Lucie Guillemette (CAN), Mário Ferro (BRA) |
| 2016. augusztus 6. 21:00 (2:00) | (21–11, 23–21) Jegyzőkönyv |     |                            | Arena Copacabana, Rio de Janeiro Játékvezető: Lucie Guillemette (CAN), Mário Ferro (BRA) |

| 2016. augusztus 8. 12:00 (17:00) | Kantor – Łosiak (POL)      | 0–2 | Barszuk – Ljamin (RUS) | Arena Copacabana, Rio de Janeiro Játékvezető: Mário Ferro (BRA), Jonas Personeni (SUI) |
| 2016. augusztus 8. 12:00 (17:00) | (14–21, 17–21) Jegyzőkönyv |     |                        | Arena Copacabana, Rio de Janeiro Játékvezető: Mário Ferro (BRA), Jonas Personeni (SUI) |

| 2016. augusztus 8. 18:30 (23:30) | Brouwer – Meeuwsen (NED)          | 2–1 | Böckermann – Flüggen (GER) | Arena Copacabana, Rio de Janeiro Játékvezető: José Padron (ESP), Elzir De Oliveira (BRA) |
| 2016. augusztus 8. 18:30 (23:30) | (21–19, 17–21, 16–14) Jegyzőkönyv |     |                            | Arena Copacabana, Rio de Janeiro Játékvezető: José Padron (ESP), Elzir De Oliveira (BRA) |

| 2016. augusztus 10. 16:30 (21:30) | Brouwer – Meeuwsen (NED)   | 2–0 | Kantor – Łosiak (POL) | Arena Copacabana, Rio de Janeiro Játékvezető: Daniel Apol (USA), Juan Saavedra (COL) |
| 2016. augusztus 10. 16:30 (21:30) | (21–19, 21–19) Jegyzőkönyv |     |                       | Arena Copacabana, Rio de Janeiro Játékvezető: Daniel Apol (USA), Juan Saavedra (COL) |

| 2016. augusztus 10. 23:00 (4:00) | Böckermann – Flüggen (GER) | 0–2 | Barszuk – Ljamin (RUS) | Arena Copacabana, Rio de Janeiro Játékvezető: Wang Lijun (CHN), Charalampos Papadogoulas (GRE) |
| 2016. augusztus 10. 23:00 (4:00) | (14–21, 17–21) Jegyzőkönyv |     |                        | Arena Copacabana, Rio de Janeiro Játékvezető: Wang Lijun (CHN), Charalampos Papadogoulas (GRE) |

### C csoport
|       |                           | Mérkőzések | Mérkőzések | Mérkőzések | Mérkőzések | Szettek | Szettek | Szettek | Pontok | Pontok | Pontok |
| Hely. | Csapat                    | M          | Gy         | V          | Pont       | Sz+     | Sz–     | SzA     | P+     | P–     | PA     |
| ----- | ------------------------- | ---------- | ---------- | ---------- | ---------- | ------- | ------- | ------- | ------ | ------ | ------ |
| 1.    | Dalhausser – Lucena (USA) | 3          | 3          | 0          | 6          | 6       | 1       | 6,000   | 146    | 107    | 1,364  |
| 2.    | Ontiveros – Virgen (MEX)  | 3          | 2          | 1          | 5          | 4       | 3       | 1,333   | 123    | 108    | 1,139  |
| 3.    | Lupo – Nicolai (ITA)      | 3          | 1          | 2          | 4          | 4       | 4       | 1,000   | 144    | 142    | 1,014  |
| 4.    | Belhaj – Naceur (TUN)     | 3          | 0          | 3          | 3          | 0       | 6       | 0,000   | 70     | 126    | 0,556  |

| 2016. augusztus 7. 12:00 (17:00) | Lupo – Nicolai (ITA)              | 1–2 | Ontiveros – Virgen (MEX) | Arena Copacabana, Rio de Janeiro Játékvezető: Juan Saavedra (COL), Mariko Satomi (JPN) |
| 2016. augusztus 7. 12:00 (17:00) | (21–14, 14–21, 11–15) Jegyzőkönyv |     |                          | Arena Copacabana, Rio de Janeiro Játékvezető: Juan Saavedra (COL), Mariko Satomi (JPN) |

| 2016. augusztus 7. 16:30 (21:30) | Dalhausser – Lucena (USA) | 2–0 | Belhaj – Naceur (TUN) | Arena Copacabana, Rio de Janeiro Játékvezető: Wang Lijun (CHN), Jonas Personeni (SUI) |
| 2016. augusztus 7. 16:30 (21:30) | (21–7, 21–13) Jegyzőkönyv |     |                       | Arena Copacabana, Rio de Janeiro Játékvezető: Wang Lijun (CHN), Jonas Personeni (SUI) |

| 2016. augusztus 9. 11:00 (16:00) | Dalhausser – Lucena (USA)  | 2–0 | Ontiveros – Virgen (MEX) | Arena Copacabana, Rio de Janeiro Játékvezető: Juan Saavedra (COL), Elizir de Oliveira (BRA) |
| 2016. augusztus 9. 11:00 (16:00) | (21–14, 21–17) Jegyzőkönyv |     |                          | Arena Copacabana, Rio de Janeiro Játékvezető: Juan Saavedra (COL), Elizir de Oliveira (BRA) |

| 2016. augusztus 9. 22:00 (3:00) | Lupo – Nicolai (ITA)       | 2–0 | Belhaj – Naceur (TUN) | Arena Copacabana, Rio de Janeiro Játékvezető: Mariko Satomi (JPN), Juan Saavedra (COL) |
| 2016. augusztus 9. 22:00 (3:00) | (21–17, 21–13) Jegyzőkönyv |     |                       | Arena Copacabana, Rio de Janeiro Játékvezető: Mariko Satomi (JPN), Juan Saavedra (COL) |

| 2016. augusztus 11. 16:30 (21:30) | Dalhausser – Lucena (USA)         | 2–1 | Lupo – Nicolai (ITA) | Arena Copacabana, Rio de Janeiro Játékvezető: Mário Ferro (BRA), Osvaldo Sumavil (ARG) |
| 2016. augusztus 11. 16:30 (21:30) | (21–13, 17–21, 24–22) Jegyzőkönyv |     |                      | Arena Copacabana, Rio de Janeiro Játékvezető: Mário Ferro (BRA), Osvaldo Sumavil (ARG) |

| 2016. augusztus 11. 16:30 (21:30) | Ontiveros – Virgen (MEX)   | 2–0 | Belhaj – Naceur (TUN) | Arena Copacabana, Rio de Janeiro Játékvezető: Giovanni Bake (RSA), Charalampos Papadogoulas (GRE) |
| 2016. augusztus 11. 16:30 (21:30) | (21–10, 21–10) Jegyzőkönyv |     |                       | Arena Copacabana, Rio de Janeiro Játékvezető: Giovanni Bake (RSA), Charalampos Papadogoulas (GRE) |

### D csoport
|       |                               | Mérkőzések | Mérkőzések | Mérkőzések | Mérkőzések | Szettek | Szettek | Szettek | Pontok | Pontok | Pontok |
| Hely. | Csapat                        | M          | Gy         | V          | Pont       | Sz+     | Sz–     | SzA     | P+     | P–     | PA     |
| ----- | ----------------------------- | ---------- | ---------- | ---------- | ---------- | ------- | ------- | ------- | ------ | ------ | ------ |
| 1.    | Díaz – González (CUB)         | 3          | 3          | 0          | 6          | 6       | 2       | 3,000   | 159    | 142    | 1,120  |
| 2.    | Evandro – Pedro Solberg (BRA) | 3          | 1          | 2          | 4          | 4       | 5       | 0,800   | 157    | 159    | 0,987  |
| 3.    | Saxton – Schalk (CAN)         | 3          | 1          | 2          | 4          | 3       | 5       | 0,600   | 138    | 149    | 0,926  |
| 4.    | Samoilovs – Šmēdiņš (LAT)     | 3          | 1          | 2          | 4          | 4       | 5       | 0,800   | 150    | 164    | 0,915  |

| 2016. augusztus 7. 17:30 (22:30) | Evandro – Pedro Solberg (BRA)     | 1–2 | Díaz – González (CUB) | Arena Copacabana, Rio de Janeiro Játékvezető: Charalampos Papadogoulas (GRE), Osvaldo Sumavil (ARG) |
| 2016. augusztus 7. 17:30 (22:30) | (22–24, 23–21, 13–15) Jegyzőkönyv |     |                       | Arena Copacabana, Rio de Janeiro Játékvezető: Charalampos Papadogoulas (GRE), Osvaldo Sumavil (ARG) |

| 2016. augusztus 7. 24:00 (5:00) | Samoilovs – Šmēdiņš (LAT)         | 2–1 | Saxton – Schalk (CAN) | Arena Copacabana, Rio de Janeiro Játékvezető: Elzir De Oliveira (BRA), Daniel Apol (USA) |
| 2016. augusztus 7. 24:00 (5:00) | (21–17, 18–21, 15–13) Jegyzőkönyv |     |                       | Arena Copacabana, Rio de Janeiro Játékvezető: Elzir De Oliveira (BRA), Daniel Apol (USA) |

| 2016. augusztus 9. 10:00 (15:00) | Evandro – Pedro Solberg (BRA)     | 1–2 | Saxton – Schalk (CAN) | Arena Copacabana, Rio de Janeiro Játékvezető: Daniel Apol (USA), Mariko Satomi (JPN) |
| 2016. augusztus 9. 10:00 (15:00) | (21–17, 18–21, 14–16) Jegyzőkönyv |     |                       | Arena Copacabana, Rio de Janeiro Játékvezető: Daniel Apol (USA), Mariko Satomi (JPN) |

| 2016. augusztus 9. 15:30 (20:30) | Samoilovs – Šmēdiņš (LAT)        | 1–2 | Díaz – González (CUB) | Arena Copacabana, Rio de Janeiro Játékvezető: Roman Pristovakin (RUS), Jonas Personeni (SUI) |
| 2016. augusztus 9. 15:30 (20:30) | (21–23, 21–19, 9–15) Jegyzőkönyv |     |                       | Arena Copacabana, Rio de Janeiro Játékvezető: Roman Pristovakin (RUS), Jonas Personeni (SUI) |

| 2016. augusztus 11. 11:00 (16:00) | Saxton – Schalk (CAN)      | 0–2 | Díaz – González (CUB) | Arena Copacabana, Rio de Janeiro Játékvezető: Davide Crescentini (ITA), Elzir De Oliveira (BRA) |
| 2016. augusztus 11. 11:00 (16:00) | (15–21, 18–21) Jegyzőkönyv |     |                       | Arena Copacabana, Rio de Janeiro Játékvezető: Davide Crescentini (ITA), Elzir De Oliveira (BRA) |

| 2016. augusztus 11. 17:30 (22:30) | Evandro – Pedro Solberg (BRA)    | 2–1 | Samoilovs – Šmēdiņš (LAT) | Arena Copacabana, Rio de Janeiro Játékvezető: Jonas Personeni (SUI), Wang Lijun (CHN) |
| 2016. augusztus 11. 17:30 (22:30) | (21–16, 20–22, 15–7) Jegyzőkönyv |     |                           | Arena Copacabana, Rio de Janeiro Játékvezető: Jonas Personeni (SUI), Wang Lijun (CHN) |

### E csoport
|       |                                 | Mérkőzések | Mérkőzések | Mérkőzések | Mérkőzések | Szettek | Szettek | Szettek | Pontok | Pontok | Pontok |
| Hely. | Csapat                          | M          | Gy         | V          | Pont       | Sz+     | Sz–     | SzA     | P+     | P–     | PA     |
| ----- | ------------------------------- | ---------- | ---------- | ---------- | ---------- | ------- | ------- | ------- | ------ | ------ | ------ |
| 1.    | Kraszilnyikov – Szemjonov (RUS) | 3          | 3          | 0          | 6          | 6       | 1       | 6,000   | 134    | 103    | 1,301  |
| 2.    | Nummerdor – Varenhorst (NED)    | 3          | 2          | 1          | 5          | 5       | 3       | 1,667   | 142    | 126    | 1,127  |
| 3.    | Fijałek – Prudel (POL)          | 3          | 1          | 2          | 4          | 3       | 5       | 0,600   | 126    | 140    | 0,900  |
| 4.    | E. Grimalt – M. Grimalt (CHI)   | 3          | 0          | 3          | 3          | 1       | 6       | 0,167   | 103    | 136    | 0,757  |

| 2016. augusztus 7. 13:00 (18:00) | Nummerdor – Varenhorst (NED) | 2–0 | E. Grimalt – M. Grimalt (CHI) | Arena Copacabana, Rio de Janeiro Játékvezető: Elzir De Oliveira (BRA), Kritsada Panaseri (THA) |
| 2016. augusztus 7. 13:00 (18:00) | (21–16, 21–13) Jegyzőkönyv   |     |                               | Arena Copacabana, Rio de Janeiro Játékvezető: Elzir De Oliveira (BRA), Kritsada Panaseri (THA) |

| 2016. augusztus 7. 23:00 (4:00) | Kraszilnyikov – Szemjonov (RUS) | 2–0 | Fijałek – Prudel (POL) | Arena Copacabana, Rio de Janeiro Játékvezető: Davide Crescentini (ITA), Mariko Satomi (JPN) |
| 2016. augusztus 7. 23:00 (4:00) | (21–14, 21–13) Jegyzőkönyv      |     |                        | Arena Copacabana, Rio de Janeiro Játékvezető: Davide Crescentini (ITA), Mariko Satomi (JPN) |

| 2016. augusztus 9. 17:30 (22:30) | Nummerdor – Varenhorst (NED)     | 2–1 | Fijałek – Prudel (POL) | Arena Copacabana, Rio de Janeiro Játékvezető: Jonas Personeni (SUI), Giovanni Bake (RSA) |
| 2016. augusztus 9. 17:30 (22:30) | (21–17, 19–21, 15–9) Jegyzőkönyv |     |                        | Arena Copacabana, Rio de Janeiro Játékvezető: Jonas Personeni (SUI), Giovanni Bake (RSA) |

| 2016. augusztus 9. 23:00 (4:00) | Kraszilnyikov – Szemjonov (RUS) | 2–0 | E. Grimalt – M. Grimalt (CHI) | Arena Copacabana, Rio de Janeiro Játékvezető: José Padron (ESP), Carlos Rodríguez (PUR) |
| 2016. augusztus 9. 23:00 (4:00) | (21–17, 21–14) Jegyzőkönyv      |     |                               | Arena Copacabana, Rio de Janeiro Játékvezető: José Padron (ESP), Carlos Rodríguez (PUR) |

| 2016. augusztus 11. 12:00 (17:00) | Fijałek – Prudel (POL)           | 2–1 | E. Grimalt – M. Grimalt (CHI) | Arena Copacabana, Rio de Janeiro Játékvezető: Juan Saavedra (COL), José Padron (ESP) |
| 2016. augusztus 11. 12:00 (17:00) | (21–13, 16–21, 15–9) Jegyzőkönyv |     |                               | Arena Copacabana, Rio de Janeiro Játékvezető: Juan Saavedra (COL), José Padron (ESP) |

| 2016. augusztus 11. 13:00 (18:00) | Nummerdor – Varenhorst (NED)     | 1–2 | Kraszilnyikov – Szemjonov (RUS) | Arena Copacabana, Rio de Janeiro Játékvezető: Daniel Apol (USA), Kritsada Panaseri (THA) |
| 2016. augusztus 11. 13:00 (18:00) | (15–21, 21–14, 9–15) Jegyzőkönyv |     |                                 | Arena Copacabana, Rio de Janeiro Játékvezető: Daniel Apol (USA), Kritsada Panaseri (THA) |

### F csoport
|       |                          | Mérkőzések | Mérkőzések | Mérkőzések | Mérkőzések | Szettek | Szettek | Szettek | Pontok | Pontok | Pontok |
| Hely. | Csapat                   | M          | Gy         | V          | Pont       | Sz+     | Sz–     | SzA     | P+     | P–     | PA     |
| ----- | ------------------------ | ---------- | ---------- | ---------- | ---------- | ------- | ------- | ------- | ------ | ------ | ------ |
| 1.    | Gavira – Herrera (ESP)   | 3          | 2          | 1          | 5          | 5       | 4       | 1,250   | 153    | 147    | 1,041  |
| 2.    | Cherif – Jefferson (QAT) | 3          | 2          | 1          | 5          | 4       | 4       | 1,000   | 135    | 145    | 0,931  |
| 3.    | Huber – Seidl (AUT)      | 3          | 1          | 2          | 4          | 4       | 4       | 1,000   | 145    | 140    | 1,036  |
| 4.    | Gibb – Patterson (USA)   | 3          | 1          | 2          | 4          | 3       | 4       | 0,750   | 125    | 126    | 0,992  |

| 2016. augusztus 6. 16:30 (21:30) | Gibb – Patterson (USA)     | 2–0 | Cherif – Jefferson (QAT) | Arena Copacabana, Rio de Janeiro Játékvezető: Davide Crescentini (ITA), Kritsada Panaseri (THA) |
| 2016. augusztus 6. 16:30 (21:30) | (21–16, 21–16) Jegyzőkönyv |     |                          | Arena Copacabana, Rio de Janeiro Játékvezető: Davide Crescentini (ITA), Kritsada Panaseri (THA) |

| 2016. augusztus 6. 22:00 (3:00) | Gavira – Herrera (ESP)            | 2–1 | Huber – Seidl (AUT) | Arena Copacabana, Rio de Janeiro Játékvezető: Jonas Personeni (SUI), Roman Pristovakin (RUS) |
| 2016. augusztus 6. 22:00 (3:00) | (14–21, 21–17, 15–13) Jegyzőkönyv |     |                     | Arena Copacabana, Rio de Janeiro Játékvezető: Jonas Personeni (SUI), Roman Pristovakin (RUS) |

| 2016. augusztus 8. 13:00 (18:00) | Gavira – Herrera (ESP)            | 1–2 | Cherif – Jefferson (QAT) | Arena Copacabana, Rio de Janeiro Játékvezető: Pristovakin (RUS), Lucie Guillemette (CAN) |
| 2016. augusztus 8. 13:00 (18:00) | (21–13, 18–21, 12–15) Jegyzőkönyv |     |                          | Arena Copacabana, Rio de Janeiro Játékvezető: Pristovakin (RUS), Lucie Guillemette (CAN) |

| 2016. augusztus 8. 16:30 (21:30) | Gibb – Patterson (USA)     | 0–2 | Huber – Seidl (AUT) | Arena Copacabana, Rio de Janeiro Játékvezető: Elzir De Oliveira (BRA), José Padron (ESP) |
| 2016. augusztus 8. 16:30 (21:30) | (18–21, 18–21) Jegyzőkönyv |     |                     | Arena Copacabana, Rio de Janeiro Játékvezető: Elzir De Oliveira (BRA), José Padron (ESP) |

| 2016. augusztus 10. 11:00 (16:00) | Gibb – Patterson (USA)           | 1–2 | Gavira – Herrera (ESP) | Arena Copacabana, Rio de Janeiro Játékvezető: Wang Lijun (CHN), Giovanni Bake (RSA) |
| 2016. augusztus 10. 11:00 (16:00) | (19–21, 21–16, 7–15) Jegyzőkönyv |     |                        | Arena Copacabana, Rio de Janeiro Játékvezető: Wang Lijun (CHN), Giovanni Bake (RSA) |

| 2016. augusztus 10. 12:00 (17:00) | Huber – Seidl (AUT)               | 1–2 | Cherif – Jefferson (QAT) | Arena Copacabana, Rio de Janeiro Játékvezető: Charalampos Papadogoulas (GRE), Jonas Personeni (SUI) |
| 2016. augusztus 10. 12:00 (17:00) | (21–18, 19–21, 12–15) Jegyzőkönyv |     |                          | Arena Copacabana, Rio de Janeiro Játékvezető: Charalampos Papadogoulas (GRE), Jonas Personeni (SUI) |

### Harmadik helyezettek
A legjobb két harmadik helyezett bejutott a nyolcaddöntőbe. Az alábbi táblázat alapján a 3. helyezett a 6. helyezettel, a 4. helyezett pedig az 5. helyezettel játszott egy mérkőzést a nyolcaddöntőbe jutásért.
|       |                        | Mérkőzések | Mérkőzések | Mérkőzések | Mérkőzések | Szettek | Szettek | Szettek | Pontok | Pontok | Pontok |
| Hely. | Csapat                 | M          | Gy         | V          | Pont       | Sz+     | Sz–     | SzA     | P+     | P–     | PA     |
| ----- | ---------------------- | ---------- | ---------- | ---------- | ---------- | ------- | ------- | ------- | ------ | ------ | ------ |
| 1.    | Doppler – Horst (AUT)  | 3          | 2          | 1          | 5          | 5       | 2       | 2,500   | 133    | 145    | 0,917  |
| 2.    | Huber – Seidl (AUT)    | 3          | 1          | 2          | 4          | 4       | 4       | 1,000   | 145    | 140    | 1,036  |
| 3.    | Lupo – Nicolai (ITA)   | 3          | 1          | 2          | 4          | 4       | 4       | 1,000   | 144    | 142    | 1,014  |
| 4.    | Saxton – Schalk (CAN)  | 3          | 1          | 2          | 4          | 3       | 5       | 0,600   | 138    | 149    | 0,926  |
| 5.    | Fijałek – Prudel (POL) | 3          | 1          | 2          | 4          | 3       | 5       | 0,600   | 126    | 140    | 0,900  |
| 6.    | Kantor – Łosiak (POL)  | 3          | 1          | 2          | 4          | 2       | 4       | 0,500   | 113    | 116    | 0,974  |

| 2016. augusztus 11. 23:00 (4:00) | Lupo – Nicolai (ITA)              | 2–1 | Kantor – Łosiak (POL) | Arena Copacabana, Rio de Janeiro Játékvezető: Charalampos Papadogoulas (GRE), Wang Lijun (CHN) |
| 2016. augusztus 11. 23:00 (4:00) | (21–12, 15–21, 15–13) Jegyzőkönyv |     |                       | Arena Copacabana, Rio de Janeiro Játékvezető: Charalampos Papadogoulas (GRE), Wang Lijun (CHN) |

| 2016. augusztus 11. 23:00 (4:00) | Saxton – Schalk (CAN)      | 2–0 | Fijałek – Prudel (POL) | Arena Copacabana, Rio de Janeiro Játékvezető: Juan Saavedra (COL), Davide Crescentini (ITA) |
| 2016. augusztus 11. 23:00 (4:00) | (21–19, 21–18) Jegyzőkönyv |     |                        | Arena Copacabana, Rio de Janeiro Játékvezető: Juan Saavedra (COL), Davide Crescentini (ITA) |

## Egyenes kieséses szakasz

### Nyolcaddöntők
| 2016. augusztus 12. 12:00 (17:00) | Kraszilnyikov – Szemjonov (RUS) | 2–0 | Cherif – Jefferson (QAT) | Arena Copacabana, Rio de Janeiro Játékvezető: Wang Lijun (CHN), Charalampos Papadogoulas (GRE) |
| 2016. augusztus 12. 12:00 (17:00) | (21–13, 21–13) Jegyzőkönyv      |     |                          | Arena Copacabana, Rio de Janeiro Játékvezető: Wang Lijun (CHN), Charalampos Papadogoulas (GRE) |

| 2016. augusztus 12. 15:00 (20:00) | Doppler – Horst (AUT)      | 0–2 | Díaz – González (CUB) | Arena Copacabana, Rio de Janeiro Játékvezető: Daniel Apol (USA), Jonas Personeni (SUI) |
| 2016. augusztus 12. 15:00 (20:00) | (17–21, 14–21) Jegyzőkönyv |     |                       | Arena Copacabana, Rio de Janeiro Játékvezető: Daniel Apol (USA), Jonas Personeni (SUI) |

| 2016. augusztus 12. 20:00 (1:00) | Ontiveros – Virgen (MEX)   | 0–2 | Nummerdor – Varenhorst (NED) | Arena Copacabana, Rio de Janeiro Játékvezető: Roman Pristovakin (RUS), José Padron (ESP) |
| 2016. augusztus 12. 20:00 (1:00) | (18–21, 15–21) Jegyzőkönyv |     |                              | Arena Copacabana, Rio de Janeiro Játékvezető: Roman Pristovakin (RUS), José Padron (ESP) |

| 2016. augusztus 12. 23:00 (4:00) | Carambula – Ranghieri (ITA) | 0–2 | Lupo – Nicolai (ITA) | Arena Copacabana, Rio de Janeiro Játékvezető: Mário Ferro (BRA), Juan Saavedra (COL) |
| 2016. augusztus 12. 23:00 (4:00) | (12–21, 21–23) Jegyzőkönyv  |     |                      | Arena Copacabana, Rio de Janeiro Játékvezető: Mário Ferro (BRA), Juan Saavedra (COL) |

| 2016. augusztus 13. 11:00 (16:00) | Alison – Bruno Schmidt (BRA) | 2–0 | Gavira – Herrera (ESP) | Arena Copacabana, Rio de Janeiro Játékvezető: Charalampos Papadogoulas (GRE), Wang Lijun (CHN) |
| 2016. augusztus 13. 11:00 (16:00) | (24–22, 21–13) Jegyzőkönyv   |     |                        | Arena Copacabana, Rio de Janeiro Játékvezető: Charalampos Papadogoulas (GRE), Wang Lijun (CHN) |

| 2016. augusztus 13. 16:00 (21:00) | Evandro – Pedro Solberg (BRA)     | 1–2 | Barszuk – Ljamin (RUS) | Arena Copacabana, Rio de Janeiro Játékvezető: Juan Saavedra (COL), Roman Pristovakin (RUS) |
| 2016. augusztus 13. 16:00 (21:00) | (21–16, 14–21, 10–15) Jegyzőkönyv |     |                        | Arena Copacabana, Rio de Janeiro Játékvezető: Juan Saavedra (COL), Roman Pristovakin (RUS) |

| 2016. augusztus 13. 19:00 (0:00) | Saxton – Schalk (CAN)      | 0–2 | Brouwer – Meeuwsen (NED) | Arena Copacabana, Rio de Janeiro Játékvezető: Jonas Personeni (SUI), Davide Crescentini (ITA) |
| 2016. augusztus 13. 19:00 (0:00) | (12–21, 15–21) Jegyzőkönyv |     |                          | Arena Copacabana, Rio de Janeiro Játékvezető: Jonas Personeni (SUI), Davide Crescentini (ITA) |

| 2016. augusztus 13. 23:59 (4:59) | Dalhausser – Lucena (USA)  | 2–0 | Huber – Seidl (AUT) | Arena Copacabana, Rio de Janeiro Játékvezető: José Padron (ESP), Kritsada Panaseri (THA) |
| 2016. augusztus 13. 23:59 (4:59) | (21–14, 21–15) Jegyzőkönyv |     |                     | Arena Copacabana, Rio de Janeiro Játékvezető: José Padron (ESP), Kritsada Panaseri (THA) |

### Negyeddöntők
| 2016. augusztus 15. 16:00 (21:00) | Dalhausser – Lucena (USA)        | 1–2 | Alison – Bruno Schmidt (BRA) | Arena Copacabana, Rio de Janeiro Játékvezető: Jonas Personeni (SUI), Mariko Satomi (JPN) |
| 2016. augusztus 15. 16:00 (21:00) | (14–21, 21–12, 9–15) Jegyzőkönyv |     |                              | Arena Copacabana, Rio de Janeiro Játékvezető: Jonas Personeni (SUI), Mariko Satomi (JPN) |

| 2016. augusztus 15. 17:00 (22:00) | Nummerdor – Varenhorst (NED) | 0–2 | Brouwer – Meeuwsen (NED) | Arena Copacabana, Rio de Janeiro Játékvezető: José Padron (ESP), Roman Pristovakin (RUS) |
| 2016. augusztus 15. 17:00 (22:00) | (23–25, 17–21) Jegyzőkönyv   |     |                          | Arena Copacabana, Rio de Janeiro Játékvezető: José Padron (ESP), Roman Pristovakin (RUS) |

| 2016. augusztus 15. 23:00 (4:00) | Lupo – Nicolai (ITA)              | 2–1 | Barszuk – Ljamin (RUS) | Arena Copacabana, Rio de Janeiro Játékvezető: Daniel Apol (USA), Elzir De Oliveira (BRA) |
| 2016. augusztus 15. 23:00 (4:00) | (21–18, 20–22, 15–11) Jegyzőkönyv |     |                        | Arena Copacabana, Rio de Janeiro Játékvezető: Daniel Apol (USA), Elzir De Oliveira (BRA) |

| 2016. augusztus 15. 23:59 (4:59) | Kraszilnyikov – Szemjonov (RUS)   | 2–1 | Díaz – González (CUB) | Arena Copacabana, Rio de Janeiro Játékvezető: Charalampos Papadogoulas (GRE), Mário Ferro (BRA) |
| 2016. augusztus 15. 23:59 (4:59) | (22–20, 22–24, 18–16) Jegyzőkönyv |     |                       | Arena Copacabana, Rio de Janeiro Játékvezető: Charalampos Papadogoulas (GRE), Mário Ferro (BRA) |

### Elődöntők
| 2016. augusztus 16. 17:00 (22:00) | Alison – Bruno Schmidt (BRA)      | 2–1 | Brouwer – Meeuwsen (NED) | Arena Copacabana, Rio de Janeiro Játékvezető: Charalampos Papadogoulas (GRE), Roman Pristovakin (RUS) |
| 2016. augusztus 16. 17:00 (22:00) | (21–17, 21–23, 16–14) Jegyzőkönyv |     |                          | Arena Copacabana, Rio de Janeiro Játékvezető: Charalampos Papadogoulas (GRE), Roman Pristovakin (RUS) |

| 2016. augusztus 16. 23:00 (4:00) | Lupo – Nicolai (ITA)              | 2–1 | Kraszilnyikov – Szemjonov (RUS) | Arena Copacabana, Rio de Janeiro |
| 2016. augusztus 16. 23:00 (4:00) | (15–21, 21–16, 15–13) Jegyzőkönyv |     |                                 | Arena Copacabana, Rio de Janeiro |

### Bronzmérkőzés
| 2016. augusztus 18. 22:00 (3:00) | Brouwer – Meeuwsen (NED)   | 2–0 | Kraszilnyikov – Szemjonov (RUS) | Arena Copacabana, Rio de Janeiro Játékvezető: Elzir De Oliveira (BRA), Davide Crescentini (ITA) |
| 2016. augusztus 18. 22:00 (3:00) | (23–21, 22–20) Jegyzőkönyv |     |                                 | Arena Copacabana, Rio de Janeiro Játékvezető: Elzir De Oliveira (BRA), Davide Crescentini (ITA) |

### Döntő
| 2016. augusztus 18. 23:59 (4:59) | Alison – Bruno Schmidt (BRA) | 2–0 | Lupo – Nicolai (ITA) | Arena Copacabana, Rio de Janeiro Játékvezető: Jonas Personeni (SUI), Daniel Apol (USA) |
| 2016. augusztus 18. 23:59 (4:59) | (21–19, 21–17) Jegyzőkönyv   |     |                      | Arena Copacabana, Rio de Janeiro Játékvezető: Jonas Personeni (SUI), Daniel Apol (USA) |

## Végeredmény
| Helyezés | Csapat                          | Kiemelés |
| -------- | ------------------------------- | -------- |
| Arany    | Alison – Bruno Schmidt (BRA)    | 1        |
| Ezüst    | Lupo – Nicolai (ITA)            | 10       |
| Bronz    | Brouwer – Meeuwsen (NED)        | 2        |
| 4.       | Kraszilnyikov – Szemjonov (RUS) | 9        |
| 5.       | Dalhausser – Lucena (USA)       | 3        |
| 5.       | Nummerdor – Varenhorst (NED)    | 5        |
| 5.       | Barszuk – Ljamin (RUS)          | 9        |
| 5.       | Díaz – González (CUB)           | 24       |
| 9.       | Evandro – Pedro Solberg (BRA)   | 4        |
| 9.       | Gavira – Herrera (ESP)          | 7        |
| 9.       | Carambula – Ranghieri (ITA)     | 12       |
| 9.       | Doppler – Horst (AUT)           | 13       |
| 9.       | Ontiveros – Virgen (MEX)        | 15       |
| 9.       | Saxton – Schalk (CAN)           | 16       |
| 9.       | Huber – Seidl (AUT)             | 18       |
| 9.       | Cherif – Jefferson (QAT)        | 19       |
| 17.      | Kantor – Łosiak (POL)           | 11       |
| 17.      | Fijałek – Prudel (POL)          | 16       |
| 19.      | Gibb – Patterson (USA)          | 6        |
| 19.      | Samoilovs – Šmēdiņš (LAT)       | 9        |
| 19.      | Böckermann – Flüggen (GER)      | 14       |
| 19.      | Belhaj – Naceur (TUN)           | 20       |
| 19.      | E. Grimalt – M. Grimalt (CHI)   | 22       |
| 19.      | Binstock – Schachter (CAN)      | 24       |